# باول هالا
باول هالا (بالألمانية: Paul Halla)‏ (مواليد 10 أبريل 1931) هو لاعب كرة قدم. يلعب مع منتخب النمسا لكرة القدم. سبق له أن لعب في كأس العالم لكرة القدم مع منتخب بلاده.

## مسيرته الكروية
لعب باول هالا خلال مسيرته الاحترافية مع 3 أندية في خمسة عشر موسمًا وسجل خلالها 63 هدفًا ضمن 336 مباراة. حيث فاز في موسم واحد بالكأس وفي خمسة مواسم بالدوري.
خاض باول هالا مسيرته مع نادي شتورم غراتس في موسم 1950–51 لمدة موسم واحد، لم يشارك في أي مباراة ولم يسجل أي هدف. ثم انتقل إلى نادي غراتزر أي كاي في موسم 1951–52 ولمدة موسمين، حيث شارك في 47 مباراة سجل خلالها 24 هدفًا. لينتقل بعدها إلى نادي رابيد فيينا في موسم 1953–54 ليلعب معه اثنا عشر موسمًا، مشاركًا في 289 مباراة سجل خلالها 39 هدفًا.

## روابط خارجية
- باول هالا على موقع قاعدة بيانات كرة القدم.إي يو (الإنجليزية)
- باول هالا على موقع ناشيونال فوتبول تيمز (الإنجليزية)
- باول هالا على موقع عالم كرة القدم.نت (الإنجليزية)